# لامین سیسه
لامین سیسه (انگلیسی: Lamine Cissé؛ زادهٔ ۱۵ فوریهٔ ۲۰۰۳) بازیکن فوتبال است.
وی همچنین در تیم‌های ملی فوتبال France national under-16 football team و زیر ۱۹ سال فرانسه بازی کرده‌است.